# Хенце, Штефан
Штефан Хенце (нем. Stefan Henze, 3 мая 1981 года, Галле, ГДР — 15 августа 2016 года, Рио-де-Жанейро, Бразилия) — немецкий каноист-слаломист. Участвовал в соревнованиях по гребле на байдарках и каноэ с середины 1990-х годов. Погиб во время летних Олимпийских игр 2016 года в Бразилии в результате травм, полученных в ДТП.
Являлся серебряный призёром Олимпийских игр (2004), чемпионом мира (2003), четырёхкратным серебряным призёром чемпионата мира (2003, 2006, 2006, 2009), бронзовым призёром чемпионата мира (2005).

## Спортивные достижения
Завоевал серебряную медаль в дисциплине С-2 (каноэ-двойка, мужчины) на летних Олимпийских играх 2004 в Афинах с Маркусом Бекером.
Обладатель шести медалей на чемпионатах мира по гребному слалому, организованных Международной федерацией каноэ, включая золотую медаль (дисциплина К-2: 2003), четыре серебряных медали (С-2: 2006, С-2 команда: 2003, 2006, 2009) и бронзовую медаль (К-2: 2005).
Он также завоевал золотую и две серебряных в дисциплине C-2 в общекомандном зачете на чемпионате Европы 2008 года в Кракове.
Его отец, Юрген Хенце — чемпион мира 1975 года в дисциплине С-2, а его старший сводный брат, Фрэнк Хенце, участник соревнований в каноэ слаломе, многократный призёр чемпионатов мира (две серебряных медали и одна бронзовая), завоевывал шесть медалей на чемпионатах Европы — в том числе три золотых. На летних Олимпийских играх в Лондоне (2012) также был в составе немецкой сборной, но не прошёл в четвертьфинал.
12 августа 2016 года получил серьезные травмы головы в ДТП в Рио-де-Жанейро, где работал тренером во время проведения летних Олимпийских игр 2016 года. Его доставили в больницу, но через некоторое время решили перевезти в другой госпиталь, находящийся в 20 километрах от города. Из-за недостаточно оперативных действий медиков Штефан Хенце не смог восстановиться и скончался три дня спустя.
После смерти спортсмена, его органы — сердце, печень и обе почки были пересажены тяжело больным людям в больнице Рио-де-Жанейро.